# Leandro Morgalla
Leandro Morgalla, né le 13 septembre 2004 à Biedenkopf en Allemagne, est un footballeur allemand qui évolue au poste de défenseur central au VfL Bochum.

## Biographie

### En club
Né à Biedenkopf en Allemagne, Leandro Morgalla est notamment formé par le SpVgg Unterhaching avant de rejoindre le TSV 1860 Munich, où il poursuit sa formation.
C'est avec ce club qu'il joue son premier match en professionnel, le 30 janvier 2022, lors d'une rencontre de troisième division allemande, contre le FC Viktoria Cologne 1904. Il entre en jeu à la place de Keanu Staude lors de ce match remporté par son équipe (0-1 score final).
Faisant forte impression pour ses débuts, étant décrit comme très mature pour son jeune âge (18 ans), Morgalla est perçu comme un grand talent du club et le TSV 1860 Munich décide de lui faire signer un nouveau contrat le 30 septembre 2022.
C'est lors de la saison 2022-2023 que Morgalla s'impose comme un titulaire, dès sa première saison complète en professionnelle. Il impressionne et attire rapidement l'intérêt de plusieurs clubs européens.
Le 23 juin 2023, Leandro Morgalla rejoint l'Autriche afin de s'engager en faveur du RB Salzbourg. Il signe un contrat courant jusqu'en juin 2028,.
Le 29 novembre 2023, Morgalla fait sa première apparition en Ligue des champions face à la Real Sociedad. Il entre en jeu à la place de Strahinja Pavlović et les deux équipes se neutralisent (0-0 score final).

### En sélection
Leandro Morgalla commence sa carrière internationale avec l'équipe d'Allemagne des moins de 18 ans. Il joue un total de cinq matchs avec cette sélection entre 2021 et 2022.
Le 13 octobre 2023, Leandro Morgalla joue son premier match avec l'équipe d'Allemagne espoirs face à la Bulgarie. Il est titularisé et son équipe l'emporte par trois buts à deux.